# Pristimantis gutturalis
Pristimantis gutturalis är en groddjursart som först beskrevs av Hoogmoed, Lynch och Lescure 1977.  Pristimantis gutturalis ingår i släktet Pristimantis och familjen Strabomantidae. IUCN kategoriserar arten globalt som livskraftig. Inga underarter finns listade i Catalogue of Life.